# 高文书
高文书（1974年8月—），男，汉族，安徽颍上人，1996年4月加入中国共产党，现任中国社会科学院大学副校长。

## 生平
1997年毕业于安徽师范大学物理系获学士学位，2000年于内蒙古大学经济系获硕士学位，2003年于中国社会科学院研究生院财贸系获博士学位。博士毕业后进入中国社会科学院人口与劳动经济研究所工作，历任助理研究员、副研究员和研究员。2005年至2009年于中国社会科学院博士后流动站做在职博士后研究，2008年至2009年在澳大利亚莫纳什大学商务经济学院做访问学者，2012年3月至10月在日本名古屋大学经济学院任客座研究员。曾任中国社会科学院人口与劳动经济研究所党委委员、人力资源研究室主任，现任中国社会科学院大学副校长、中国社会科学院研究生院副院长。

## 学术贡献
主要从事人力资源和劳动经济领域研究工作，主持国家社科基金一般项目、中国社会科学院重点课题、卫生部重点课题、外国专家局重大课题等课题数十项，发表论文近百篇。研究成果曾获教育部教育科学研究优秀成果奖二等奖，中国社会科学院优秀决策信息二等奖、三等奖。